# 乔纳森·弗兰克尔
乔纳森·弗兰克尔（英文名：Jonathan Frankel）是一位历史学家、作家。1935年7月15日出生于伦敦，2008年5月7日在耶路撒冷去世。1964年至1985年在耶路撒冷希伯来大学任讲师，1985年至2004年在耶路撒冷希伯来大学任教授。

## 影响
史蒂文·J·齐珀斯坦在英国独立报发表的评论文章道：“乔纳森·弗兰克尔（Jonathan Frankel）是一位著名的现代犹太历史学家，正如许多讣告写的那样‘他是那一代人中最受尊敬的现代犹太历史学家’。”
“他可以说是同时代最伟大的现代犹太人历史学家”泰晤士报一篇评论文章道。
大卫·切萨拉尼在卫报上发表的讣告道：“一位杰出的俄罗斯历史问题和犹太历史问题专家”。
乔纳森·弗兰克尔在其代表作的《Prophecy and Politics: Socialism, Nationalism, and the Russian Jews, 1862–1917》（中文译标题《预言和政治：社会主义、国家主义和俄罗斯犹太人（1862年—1917年）》）一书中向大家分享了自己了解的东欧犹太人的历史。该书从全新的视角阐述了19世纪至20世纪初的犹太历史。 
乔纳森·弗兰克尔还是耶路撒冷希伯来大学建立“俄罗斯和斯拉夫研究系”的积极推动者。

## 家庭
1963年和伊迪丝·罗戈文（Edith Rogovin）结婚，婚后育有两个女儿。

## 所著书籍
- 《Vladimir Akimov on the Dilemmas of Russian Marxism 1895-1903: The Second Congress of the Russian Social Democratic Labour Party》（中文译标题：《弗拉基米尔·阿基莫夫在俄罗斯马克思困境中（1895年—1903年）：俄国社会民主工党第二次代表大会》）. 剑桥大学出版社, 1969年. （英语）
- 《Prophecy and Politics: Socialism, Nationalism, and the Russian Jews, 1862–1917》（中文译标题：《预言和政治：社会主义、国家主义和俄罗斯犹太人（1862年—1917年）》）. 剑桥大学出版社, 1984年,  1984. — 共686页 （原文语言：英语，后翻译为希伯来语、意大利语、俄语）.
- The Damascus Affair: 'Ritual Murder', Politics, and the Jews in 1840（中文译标题：《1840年大马士革事件：“血祭”、政治和犹太人》）. 剑桥大学出版社, 1997. — 共491页. — ISBN 0-521-48396-4
- 《Social Radicalism: “Jewish Socialism” and Jewish Labour Movement in Eastern Europe》（中文译标题：《社会激进主义：“犹太社会主义”和犹太劳工运动在东欧》）. 以色列开放大学. 2007年. （希伯来语）.
- 《Crisis, Revolution, and Russian Jews》（中文译标题：《危机、革命与俄罗斯犹太人》. 剑桥大学出版社, 2009年.

## 其他作品
- 乔纳森·弗兰克尔（Jonathan Frankel）.  Jewish politics and the Russian Revolution of 1905（中文译标题：《犹太政治与1905年俄国革命》）. 以色列特拉维夫: 特拉维夫大学. 1982年. （共21页）（英语）

## 去世后的纪念文章
- 史蒂文·J·齐珀斯坦（英语：Steven J. Zipperstein）. 《Remembering Our Colleagues: Jonathan Frankel (1935 - 2008)》（中文译标题：《纪念我们的同事：乔纳森·弗兰克尔（1935年—2008年）》）. 犹太研究协会（Association for Jewish Studies）, 2008年1月. （英语）
- 弗拉基米爾·列文（Vladimir Levin）. 《Professor Jonathan Frankel (1935-2008)》（中文译标题：《乔纳森·弗兰克尔教授（1935年—2008年）》）. East European Jewish Affairs（中文译名：《东欧犹太事务》）, 总第38期, 第3期, 2008年12月, 第251—252页. （英语）
- Semion Gol’din 、弗拉基米爾·列文（Vladimir Levin）. In memoriam of Jonathan Frankel（中文译标题：《悼念乔纳森·弗兰克尔）. Arkhiv evreiskoi istorii, Vol. 5 (2008), 第347—351页 （俄语）
- 伊莱·莱德亨德勒（Eli Lederhendler）. In Memoriam: Jonathan Frankel, 1935–2008（中文译标题：《悼念乔纳森·弗兰克尔（1935年—2008年）》）.," American Jewish History（中文译名：《美国犹太人历史》）, 2009年7月, 94 (3), 第225—227页. （英语）
- Jonathan Frankel - Thought-provoking contributor to Jewish and Russian history（中文译标题：《乔纳森·弗兰克尔——启发性犹太和俄罗斯历史传授者》） （页面存档备份，存于） （英语）
- 《Professor Jonathan Frankel: Historian of Russia and modern Jewry》（中文译标题《乔纳森·弗兰克尔教授：俄罗斯历史和现代犹太人历史专家》） （页面存档备份，存于）（英语）